# Pequeña Nube de Magallanes
La Pequeña Nube de Magallanes (denominada NGC 292 en el catálogo galáctico y a veces "SMC" del inglés Small Magellanic Cloud), es una galaxia irregular enana cercana a la Vía Láctea; se encuentra a un promedio de 200.000 años luz de distancia. Hasta el año 1994 se pensaba que orbitaba alrededor de la Vía Láctea, pero investigaciones recientes sugieren que este no es el caso, sino que es una galaxia espiral distorsionada al pasar cerca de la Vía Láctea. Es uno de los objetos más lejanos visibles a simple vista. Es cien veces más pequeña que la Vía Láctea y, por lo tanto, de entre 1000 y 4000 millones de estrellas.
Está ubicada en la constelación de Tucana, a unos -72 grados de latitud celeste. Junto con la Gran Nube de Magallanes (ubicada 20 grados más al este) es una de las galaxias vecinas más cercanas a la Vía Láctea, conformando el Grupo Local con la galaxia de Andrómeda y otras cercanas. 
Se especula que la Pequeña Nube de Magallanes fue alguna vez una galaxia espiral barrada, que fue distorsionada por la Vía Láctea. Todavía conserva una estructura central en forma de barra.
Debido a su baja latitud celeste, ambas Nubes de Magallanes son visibles en muchos de los países australes todas las noches (son circumpolares). Pueden ser vistas desde Hawái a 5 grados de latitud celeste desde el horizonte durante ciertas estaciones. Debido a que tiene muy poco brillo de superficie, es mejor ver la Pequeña Nube de Magallanes desde un lugar oscuro, lejos de las luces de la ciudad. La primera observación por un europeo fue documentada por Antonio Pigafetta durante el viaje de circunnavegación iniciado por Fernando de Magallanes (1519-1522).